# Silene diclinis
Silene diclinis (Lag.) M.Laínz – gatunek rośliny z rodziny goździkowatych (Caryophyllaceae Juss.). Występuje endemicznie we wschodniej części Hiszpanii – w południowej części wybrzeża Costa Blanca, na południe od Walencji. 

## Morfologia
PokrójBylina dorastająca do 3–17 cm wysokości.
LiściePrawie lancetowate, łopatkowe lub eliptyczne. Nasada liścia zbiega łagodnie po ogonku. Mają 10 cm długości oraz 1,5 cm szerokości. Wierzchołek jest rozwarty lub ostry.
KwiatyJednopłciowe. Zebrane w kwiatostanach. Kielich jest dzwonkowaty, mają 1,2–1,5 cm długości. Płatki są prawie owalne, dwudzielne, różowe, mają 0,7–1,1 cm długości. Przykoronek ułożony jest w 4–5 rzędach, biało-fioletowy, ma 1–20 mm długości.
OwoceTorebki o jajowatym kształcie. Mają 1 cm długości.

## Biologia i ekologia
Rośnie w strefach zdominowanych przez rośliny zielne. Zakłócenia populacji mają miejsce szczególnie na suchych terenach uprawnych. Występuje na obszarze nizinnym na skalistym (krzemowym i wapiennym) podłożu. Kwitnie od marca do maja.

## Ochrona
W Czerwonej księdze gatunków zagrożonych został zaliczony do kategorii EN – gatunków zagrożonych wyginięciem. Populacja tego gatunku jest znacznie rozdrobniona. Ponadto następuje spadek liczby siedlisk oraz starszych okazów. Obecnie znany jest z 5 subpopulacji:
- Castell de Xàtiva – 102 osobniki
- Plà de la Mora – 921 osobników
- Plà de Suros – 85 osobników
- Santa Ana – 62 osobniki
- Simat de Valldigna – 125 osobników[4]

Głównym zagrożeniem są bardziej konkurencyjne gatunki, przez które może być zastąpiony. W mniejszym stopniu jest zagrożony przez pożary i inne zmiany w swoim środowisku.
Niektóre subpopulacje są chronione w mikro rezerwatach "Serra del Castell de Xàtiva" i "Pla de Mora". Populacje są tam monitorowane od 1986 roku. Ponadto nasiona są przechowywane w banku nasion Ogrodu Botanicznego w Walencji. Gatunek jest również uprawiany.